# Domingo Moriones Larraga
Domingo Moriones Larraga (1883-1964) va ser un militar espanyol, destacat durant la Guerra Civil Espanyola en la qual va lluitar en defensa de la legalitat republicana.

## Biografia
Oficial professional de l'Exèrcit de Terra, en 1934 era el governador militar de Gijón i des del seu lloc va prendre part en la supressió de la revolució d'Astúries. Durant el cop d'estat de juliol de 1936, estant destinat al Regiment de Ferrocarrils amb el rang de Tinent coronel, es va mantenir fidel a la República i va passar a liderar una Columna miliciana a Somosierra, participant durant les primeres setmanes de la contesa en les combats pel control de Somosierra i Guadarrama.
Al començament de 1937 estava al comandament de la 2a Divisió que guarnia el front de Somosierra i, mesos després, va ser nomenat comandant del I Cos d'Exèrcit. Al comandament d'aquesta formació va participar de forma activa en la fallida Ofensiva de Segòvia, que pretenia prendre la ciutat de Segòvia i endinsar-se en la rereguarda de la Zona nacional, en direcció a Valladolid. En 1938 va ser ascendit a general i nomenat comandant de l'Exèrcit d'Andalusia. El 16 de febrer va assistir a una reunió a l'Aeròdrom de los Llanos entre el President del govern Negrín i els principals dirigents militars republicans, a la qual també van assistir els generals Menéndez, Miaja, Escobar, Matallana i l'almirall Buiza, comandant de la Marina republicana. Es va exposar la necessitat de negociar amb Franco el final de la guerra, en vista de la pèssima situació militar de la República. Moriones va estar d'acord amb altres militars en la necessitat de posar fi a la guerra el més ràpid possible, ja que aquest grup de militars sostenia que l'Exèrcit Popular no estava en condicions de continuar combatent.
Al març de 1939, quan es va produir el Cop d'estat del Coronel Casado, Moriones li va donar suport juntament amb tot l'Exèrcit d'Andalusia sota el seu comandament, malgrat la qual cosa va ser ràpidament substituït per un altre oficial de la confiança de Casado, Francisco Menoyo Baños.